# Robert Zelle
Pour les articles homonymes, voir Zelle.
Robert Zelle (né le 19 septembre 1829 à Berlin, mort le 25 janvier 1901 à Meseberg) est bourgmestre-gouverneur de Berlin de 1892 à 1898.

## Biographie
Zelle étudie le droit à Berlin et Bonn. Pendant ses études, il devient membre de la Burschenschaft Alemannia Bonn en 1848, de la Alten Berliner Burschenschaft Alemannia en 1849 et est cofondateur du corps Vandalia Berlin (de) en 1851. Il intègre en 1851 l'administration prussienne. En 1861, il est membre du magistrat de Berlin, l'équivalent d'un conseil communal. Plus tard, il entre dans le syndic avant d'être élu bourgmestre en 1891 et gouverneur en 1892 de Berlin. Le 1er octobre 1898, il démissionne de ses fonctions.
À partir de 1873, Zelle est membre de la Chambre des représentants de Prusse et appartient au Parti radical allemand. Après son élection en tant que maire, il est nommé membre de la Chambre des seigneurs de Prusse.